# Aeschnosoma rustica
Aeschnosoma rustica is een libellensoort uit de familie van de glanslibellen (Corduliidae), onderorde echte libellen (Anisoptera).
De soort staat op de Rode Lijst van de IUCN als onzeker, beoordelingsjaar 2007.
De wetenschappelijke naam van de soort werd voor het eerst geldig gepubliceerd in 1871 door Hagen & Selys.